# Aganippe planites
Aganippe planites är en spindelart som beskrevs av Faulder 1985. Aganippe planites ingår i släktet Aganippe och familjen Idiopidae.
Artens utbredningsområde är New South Wales. Inga underarter finns listade i Catalogue of Life.

## Bildgalleri

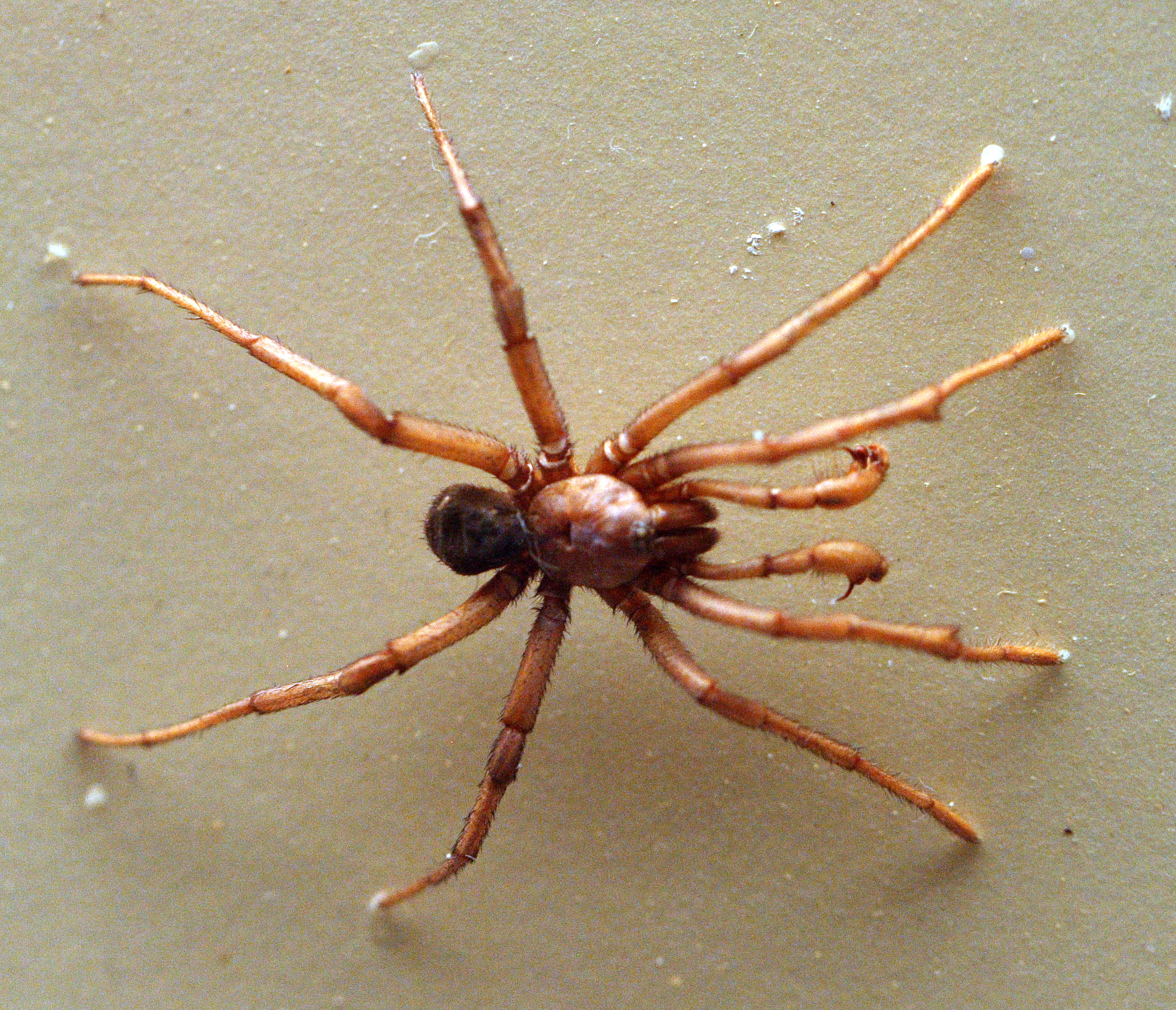